# Rusko (Tampere)
Rusko est un quartier de Tampere en Finlande.

## Description
Rusko est un quartier de Tampere situé à environ huit kilomètres au sud-est du centre-ville. 
Rusko est situé à la frontière de Kangasala. 
Au nord, il est bordé par Kaukajärvi, à l'ouest par Hervanta et au sud par le quartier de Hervantajärvi.
La zone est principalement une zone industrielle. 
La station d'épuration de Tampereen Vesi (fi), construite en 1971, est située à Rusko.